# Prasophyllum pyriforme
Prasophyllum pyriforme là một loài thực vật có hoa trong họ Lan. Loài này được E.Coleman miêu tả khoa học đầu tiên năm 1932.